# سامي عمارة
سامي عمارة كاتب وصحفي ومراسل تلفزيوني مقيم في موسكو. كان يعمل في صحيفة الشرق الأوسط اللندنية، مختص في الشؤون الروسية العربية. حاصل على الدكتوراه في اللغة الروسية والترجمة من جامعة لينينغراد.

## كتب
| الاسم                                      | دار النشر                            | تاريخ النشر | عدد الصفحات | ردمك ISBN            | المصدر      |
| ------------------------------------------ | ------------------------------------ | ----------- | ----------- | -------------------- | ----------- |
| قريبا من الكرملين - من جورباتشوف إلى بوتين | دار الهلال                           | 2000        | 262         | (ردمك 9770707449)    | [ 3 ] [ 4 ] |
| بوتين من الشيشان إلى الكرملين              | مكتبة الأسرة                         | 2003        | 296         | (ردمك 9770188336)    | [ 5 ]       |
| بوتين صراع الثروة والسلطة                  | دار نهضة مصر للطباعة والنشر والتوزيع | 2014        | 445         | (ردمك 9789771451969) | [ 6 ]       |
| القاهرة - موسكو وثائق وأسرار               | دار الشروق                           | 2019        | 264         | (ردمك 9789770934661) | [ 7 ]       |
| موسكو تل ابيب – وثائق واسرار               | دار نهضة مصر للطباعة والنشر والتوزيع | 2021        | 423         | (ردمك 9789771459538) | [ 8 ] [ 9 ] |

## ترجمة
| الاسم                               | اسم المولف الأصلي                                    | دار النشر  | تاريخ النشر | عدد الصفحات | ردمك ISBN            | المصدر        |
| ----------------------------------- | ---------------------------------------------------- | ---------- | ----------- | ----------- | -------------------- | ------------- |
| الاشرعة الحمراء                     | ألكسندر فاسيليفسكي، نيكولاي فورونوف، أندري يريومينكو | دار التقدم | 1974        | 400         |                      |               |
| تاريخ ثورة أكتوبر الاشتراكية العظمى | سوبوليف                                              | دار التقدم | 1977        | 510         |                      | [ 10 ] [ 11 ] |
| مائتا يوم في اللهيب                 | ألكسندر غرين                                         | دار التقدم | 1979        | 398         | (ردمك 9785170261697) | [ 12 ]        |
| قائدان                              | بنيامين كافيرين                                      | دار التقدم | 1980        | 423         | (ردمك 9781410103284) | [ 13 ]        |
| الحرس الفتي                         | ألكسندر فادييف                                       | دار التقدم | 1981        | 367         | (ردمك 9780898751291) | [ 14 ]        |
| الأرض                               | أوليج كوفايف                                         | دار التقدم | 1981        | 532         | (ردمك 9780828525220) | [ 15 ]        |
| جمال عبد الناصر                     | أناتولي أجاريشيف                                     | دار التقدم | 1983        | 189         |                      | [ 16 ]        |
| للأطفال قلبى                        | فاسيلي سوخوملينسكي                                   | دار التقدم | 1984        | 326         |                      | [ 17 ]        |
| الشرق بعد انهيار النظام الاستعماري  | يفجيني بريماكوف                                      | دار التقدم | 1985        | 203         |                      | [ 18 ] [ 19 ] |
| سن المراهقة                         | اللاخفير دوفا، سولوفيتشيك                            | دار التقدم |             | 142         |                      | [ 20 ]        |
| دزيرجينسكي                          | سيرغي تيشكوف                                         | دار التقدم |             | 308         |                      | [ 21 ]        |